# Пейн-Геп (Кентуккі)
Пейн-Геп (англ. Payne Gap) — переписна місцевість (CDP) в США, в окрузі Летчер штату Кентуккі. Населення — 347 осіб (2020).

## Географія
Пейн-Геп розташований за координатами 37°8′51″ пн. ш. 82°40′16″ зх. д. / 37.14750° пн. ш. 82.67111° зх. д. (37.147631, -82.671210).  За даними Бюро перепису населення США в 2010 році переписна місцевість мала площу 5,97 км², з яких 5,97 км² — суходіл та 0,00 км² — водойми.

## Демографія
Згідно з переписом 2010 року, у переписній місцевості мешкало 329 осіб у 132 домогосподарствах у складі 100 родин. Густота населення становила 55 осіб/км².  Було 163 помешкання (27/км²).
Расовий склад населення:
| - 99,7 % — білих |

До двох чи більше рас належало 0,3 %. Частка іспаномовних становила 0,0 % від усіх жителів.
За віковим діапазоном населення розподілялося таким чином: 22,5 % — особи молодші 18 років, 60,2 % — особи у віці 18—64 років, 17,3 % — особи у віці 65 років та старші. Медіана віку мешканця становила 45,3 року. На 100 осіб жіночої статі у переписній місцевості припадало 91,3 чоловіків;  на 100 жінок у віці від 18 років та старших — 93,2 чоловіків також старших 18 років.
Середній дохід на одне домашнє господарство  становив 50 684 долари США (медіана — 38 462), а середній дохід на одну сім'ю — 62 641 долар (медіана — 60 208). За межею бідності перебувало 7,2 % осіб, у тому числі 0,0 % дітей у віці до 18 років та 0,0 % осіб у віці 65 років та старших.
Цивільне працевлаштоване населення становило 123 особи. Основні галузі зайнятості: роздрібна торгівля — 48,0 %, публічна адміністрація — 9,8 %, науковці, спеціалісти, менеджери — 8,9 %, фінанси, страхування та нерухомість — 8,9 %.